# CUS Cosenza
Il CUS Cosenza è la società polisportiva universitaria nata all'interno del campus dell'Università della Calabria nel 1979, e federata con il Centro Universitario Sportivo Italiano (CUSI).
Attualmente è attiva con una propria squadra nei seguenti sport: atletica leggera, calcio, basket, rugby, sci, tennis, pallavolo, judo, lotta greco-romana, taekwondo.

## Calcio femminile
La squadra di calcio femminile è stata costituita nel 1990.

È approdata in Serie B 1998-99 vincendo il girone A di Serie C calabrese 1997-1998 imbattuta dopo 10 giornate e 67 gol fatti e 8 subìti.

Nella suddetta stagione si piazzò al decimo posto nel girone D, retrocedendo.

## Rugby
- Responsabile: Ferraro Giovanni

### Allenatori
- 2005-2007 - Rosario Cupelli
- 2011-2012 - Giovanni Ferraro
- 2012-2013 - Giovanni Ferraro
- 2013-2014 - Ferraro Giovanni - Foco Renato
- 2014-2015 - Antonio José Queirel
- 2015-2016 - Antonio José Queirel

## Judo - Lotta libera (maschile e femminile) - Greco Romana
Il maestro di judo del CUS Cosenza è Metodi Metchkcarov dal 1992 è tecnico ufficiale del Cus Cosenza judo, lotta e Body Building. Il maestro, laureato in Scienze motorie e Accademia nazionale dello sport a Sofia, Bulgaria (riconosciuta ed equiparata in Italia nel 1990), ha conseguito il titolo di Maestro di Judo  tramite la federazione della FIJLKAM nel 2005,  cintura nera 4º dan, è stato 5 volte campione nazionale della Bulgaria, membro della nazionale per 8 anni e tecnico della nazionale giovanile bulgara. Inoltre possiede i titoli federali di Maestro di Lotta, sia Libera che Greco-romana, Istruttore di primo livello di Metodo Globale Autodifesa, Istruttore di sala e Personal Trainer.
Ad affiancarlo alla guida della squadra di Lotta suo figlio il maestro Ivailo Metchkcarov, maestro di Lotta (libera e Greco-romana), cintura nera 3° Dan di Judo, istruttore 2º livello MGA (metodo globale autodifesa).
Inoltre il maestro Metodi Metchkcarov ha ottenuto numerosi successi di judo in campo regionale, nazionale ed internazionale, portando nella squadra nazionale azzurra atleti come Domenico Dente e Trotta Annarita, pluri-medagliati ai campionati assoluti, coppa italia cadetti, juniores e seniores. Inoltre, ultimo fra i successi l'atleta Sala Debora, convocata dalla nazionale italiana per partecipare alle universiadi 2019. Nell'arco degli anni numerosi successi come allenatore ai campionati nazionali universitari CNU, individuali e a squadra (sia di judo che di lotta). Anche nel settore giovanile ha fatto guadagnare numerose medaglie dai campionati regionali, interregionali, nazionali ed internazionali. Cominciando da fanciulli, ragazzi, esordienti A, esordienti B, cadetti, juniores e seniores, nelle varie categorie di peso sia maschili che femminili. Nel settore della lotta stile libero e greco-romana iniziata nel 2009, è da attribuire al Maestro Metodi la storica vittoria di prima classificata in assoluto come società tra tutti i Cus nei campionati nazionali universitari CNU a Torino.
Il corso di judo si divide in tre turni:
- il 1º per bambini da 6 anni a 11 anni,
- il 2º da 12 anni a 18 anni,
- il 3º per le fasce da 19 anni in poi.

## Taekwondo
Il taekwondo cus cosenza venne fondato nel 1989  fino al 2023 dal maestro Giuseppe Sansone allievo del maestro Park Young Ghil cintura nera 8° Dan. Egli ottenne ruoli come responsabile tecnico regionale, responsabile settore forme,  più volte delegato provinciale. (Attualmente delegato fita Calabria cosenza).  Nel corso degli anni il taekwondo ottenne numerosi risultati a livello agonistico formando atleti di altissimo livello . Attualmente i corsi di taekwondo sono  tenuti dall'allenatore Carlo Bruno, cintura nera 4° Dan ,consigliere nel comitato FITA Calabria per il quadriennio olimpico 2024/2028 Il corso è diviso in tre turni, 1 riservato ai bambini fino a 11 anni, 1 riservato ai cadetti ed 1 riservato a junior e senior.
Fra gli atleti del CUS cosenza  che hanno ottenuto medaglie nel corso degli anni  sotto la guida del maestro Sansone fino al 2023 ricordiamo  nei campionati italiani di forme e combattimento : Raffaello Sergio, Simone menga , pino lucente,marino Maria Felicia,Maddalena Brancati, Luciana Magarò, Alessandro Marra, Carlo Bruno, Giuseppe Pettinato, Salvatore Dattolo, Carmine Bria, Sonia Spagnolo, Sonia Le Piane, Raffaele Ruffolo, Michele Gabriele e Rita Pastore.
Gli atleti che hanno ottenuto medaglie ai Campionati Nazionali Universitari nelle forme e nel combattimento sono: Raffaello Sergio, Maddalena Brancati, Luciana Magarò, Alessandro Marra, Pino Lucente, Giuseppe Pettinato, Salvatore Dattolo, Simone Menga, Carmine Bria, Maria Felicia Marino, Giampaolo Raso, Benito Romagnoli, Antonio Fiore, Pietro Parrotta, Marcella Turano, Ludmil Tchavdarov, Giovanni Frontera, Daniele Zannino, Anna Malagrinò, Susanna Caruso, Francesco Servidio e Antonio Gradilone.

Durante la sua permanenza al CUS Cosenza, Raffaello Sergio è stato più volte convocato nella Nazionale di Taekwondo con la quale ha disputato il Campionato Mondiale Universitario del 2006 e i Campionati Europei del 2008.
A livello di squadra, il CUS Cosenza ha vinto più volte le classifiche nei Campionati Nazionali Universitari sia nel combattimento che nelle forme, in particolare la Coppa Assoluta negli anni 2008 e 2012.

## Impianti
Presso l'Unical.